# Planctologia
La planctologia è lo studio del plancton, di varie piccole piante alla deriva, animali e microrganismi che abitano gli specchi d'acqua. Gli argomenti di planctologia comprendono la produzione primaria, il flusso di energia e il ciclo del carbonio.
Il plancton guida la "pompa biologica", un processo mediante il quale l'ecosistema oceanico trasporta il carbonio dalla zona eufotica superficiale alle profondità dell'oceano. Tali processi sono vitali per i pozzi di anidride carbonica, una delle numerose possibilità per contrastare il riscaldamento globale. La moderna planctologia studia il comportamento dei microrganismi "In situ" ottenendo immagini con l'ausilio di appositi dispositivi.

## Storia
Nel XVI secolo, Zachary Jansen inventò il primo prototipo di microscopio, che permise di scoprire che il motivo per cui l'acqua brilla con la riproduzione eccessiva di milioni di organismi microscopici. Dal 1887 questa scienza è diventata una disciplina indipendente, il famoso scienziato tedesco Victor Hensen è considerato il suo fondatore.
Scienziati famosi come Anton Leeuwenhoek, Jan Swammerdam, Christian Gottfried Ehrenberg e Otto-Frederick Müller hanno lavorato in questa scienza. Quest'ultimo è stato il primo nel tentare di catturare il plancton con l'aiuto di una rete su piccola scala, il cui modello è diventato la base per la creazione de moderne reti per la cattura del plancton.
Furono organizzate numerose spedizioni scientifiche per lo studio del plancton, la più riuscita delle quali fu la spedizione sulla nave Challenger. Allo stesso tempo sono state realizzate monografie dedicate alla diversità degli organismi d'acqua dolce, che rappresentano una parte considerevole del plancton. Tra questi ci sono lavori sui crostacei di V. Liljeborg e sui crostacei branchiali di August Weismann.
Esistono progetti che consentono di partecipare allo studio del plancton online con l'ausilio di mezzi automatici.